# Иванчино (Рыбновский район)
Иванчино — деревня в Рыбновском районе Рязанской области. Входит в Кузьминское сельское поселение.

## География
Находится в западной части Рязанской области на расстоянии приблизительно 20 км на север-северо-восток по прямой от железнодорожного вокзала в городе Рыбное на правобережье Оки.

## История
Показана была еще на карте 1797 года. На карте 1850 года показана как поселение с 10 дворами. В 1859 году здесь (тогда деревня Рязанского уезда Рязанской губернии) было учтено 4 двора, в 1897 — 17.

## Население
Численность населения: 50 человек (1859 год), 117 (1897), 0 в 2002 году, 5 в 2010.